# Association Sportive de Monaco Football Club 2014-2015
Questa voce raccoglie le informazioni riguardanti l'Association Sportive de Monaco Football Club nelle competizioni ufficiali della stagione 2014-2015.

## Stagione
La stagione 2014-2015 del Monaco è la 56ª stagione del club in Ligue 1. Nella stagione precedente il Monaco è arrivato secondo in Ligue 1, riuscendo così a qualificarsi per la Champions League dieci anni dopo l'ultima partecipazione. Leonardo Jardim subentra a Claudio Ranieri nel ruolo di allenatore. Il 3 luglio 2014 avviene la sua presentazione ufficiale al club monegasco.
L'esordio stagionale avviene nell'amichevole vinta per 1-0 contro l'Arsenal, con il gol di Radamel Falcao.

### Ligue 1
La sua prima stagione con il club monegasco inizia male, infatti il Monaco perde le prime due partite di campionato, la prima contro il Lorient per 1-2 allo Stade Louis II, dove segna Radamel Falcao, e l'altra una sconfitta stracciante per 4-1 contro il Bordeaux allo Stadio Chaban-Delmas. La prima vittoria in campionato con il club del principatino avviene nella 3ª giornata di campionato, con il gol di Falcao che permette al club monegasco di trionfare contro il Nantes allo Stadio della Beaujoire. Invece il primo pareggio avviene nella giornata successiva, contro il LOSC Lille allo Stade Louis II. Segnano prima gli ospiti con Roux e, al 61º minuto, risponde Dimităr Berbatov. Dopo quattro partite (2 vittorie e 2 sconfitte) il club monegasco va a Parigi per sfidare il PSG. Finisce 1-1, con il pareggio al 92" di Anthony Martial. La partita successiva vince 2-0 contro l'Évian TG, con gol di João Moutinho (cr) e Yannick Ferreira Carrasco. Vince anche la partita successiva contro il Bastia allo Stade Armand Cesari per 3-1, con i gol di Valère Germain, Geoffrey Kondogbia e Yannick Ferreira Carrasco.

### Champions League
Dopo 10 anni di astinenza, il Monaco ritorna a giocare in Champions League. Nella prima giornata della fase a gironi il club monegasco a casa tre punti preziosissimi, con un 1-0 contro il Bayer Leverkusen allo Stade Louis II. A decidere tutto è stato João Moutinho, che, con l'assist di testa di Dimităr Berbatov mette a segno il suo primo gol nella massima competizione europea. La giornata seguente va a San Pietroburgo per sfidare lo Zenit SP (0-0), si tratta della prima partita tra i due club e, dopo 10 anni, la prima sfida del Monaco in trasferta in una competizione europea. Nella prima di ritorno perde 1-0 contro il Benfica allo Estádio da Luz. La prima vittoria del Monaco in trasferta avviene a Leverkusen contro il Bayer Leverkusen per 0-1, con gol di Lucas Ocampos e una grande giocata di Dimităr Berbatov. L'ultima giornata il club del Principato, allo Stade Louis II vince 2-0 contro lo Zenit SP, grazie ai gol di Aymen Abdennour (di testa) e Fabinho, qualificandosi così alla fase a eliminazione diretta al primo posto del girone, chiuso a 11 punti. Negli ottavi di finale i monegaschi affrontano i londinesi dell'Arsenal. All'andata, a Londra è un successo per il club monegasco che vince per tre reti a uno. Il ritorno tenutosi al Louis II di Monaco vede i londinesi vincere per 2-0 sui monegaschi ma nonostante la sconfitta il Monaco riesce a passare il turno ed approda ai quarti di finale dove affronterà la Juventus.

## Maglie e sponsor
Lo sponsor tecnico per la stagione 2014-2015 è Nike, mentre lo sponsor ufficiale è Fedcom. La prima maglia è bianca e rossa con banda trasversale, calzoncini e calzettoni bianchi con risvolti rossi. La seconda maglia è blu con risvolti neri, calzoncini neri e calzettoni blu.
| Casa | Trasferta |

## Organigramma societario
Area direttiva
- Presidente: Dmitrij Rybolovlev
- Vice presidente: Vadim Vasilyev
- Amministratore delegato: Emmanuel Blanchi
- Direttore generale: Filips Dhondt

Area organizzativa
- Team manager: Bernard Veronico

Area comunicazione
- Responsabile: Julien Crevelier
- Ufficio stampa: Pierre-Joseph Gadeau

Area marketing
- Ufficio marketing: Henri Van Der Aat

Area tecnica
- Direttore sportivo: Andrea Butti
- Allenatore: Leonardo Jardim
- Allenatore in seconda: Antonio Vieira
- Collaboratori tecnici: Nelson Caldeira, Miguel Moita
- Preparatore atletico: Carlo Spignoli
- Preparatore dei portieri: André Amitrano

Area sanitaria
- Medico sociale: Philippe Kuentz

## Rosa
| N. |                        | Ruolo | Calciatore                |
| -- | ---------------------- | ----- | ------------------------- |
| 1  | Croazia (bandiera)     | P     | Danijel Subašić           |
| 2  | Brasile (bandiera)     | D     | Fabinho                   |
| 3  | Francia (bandiera)     | D     | Layvin Kurzawa            |
| 4  | Spagna (bandiera)      | D     | Borja López               |
| 5  | Tunisia (bandiera)     | D     | Aymen Abdennour           |
| 6  | Portogallo (bandiera)  | D     | Ricardo Carvalho          |
| 7  | Marocco (bandiera)     | C     | Nabil Dirar               |
| 8  | Portogallo (bandiera)  | C     | João Moutinho             |
| 9  | Colombia (bandiera)    | A     | Radamel Falcao            |
| 10 | Bulgaria (bandiera)    | A     | Dimităr Berbatov          |
| 11 | Argentina (bandiera)   | C     | Lucas Ocampos             |
| 12 | Brasile (bandiera)     | A     | Matheus Carvalho          |
| 13 | Brasile (bandiera)     | D     | Wallace                   |
| 15 | Portogallo (bandiera)  | C     | Bernardo Silva            |
| 16 | Paesi Bassi (bandiera) | P     | Maarten Stekelenburg      |
| 17 | Belgio (bandiera)      | C     | Yannick Ferreira Carrasco |

| N. |                           | Ruolo | Calciatore             |
| -- | ------------------------- | ----- | ---------------------- |
| 18 | Francia (bandiera)        | A     | Valère Germain         |
| 19 | Costa d'Avorio (bandiera) | A     | Lacina Traoré          |
| 20 | Francia (bandiera)        | D     | Nicolas Isimat-Mirin   |
| 21 | Nigeria (bandiera)        | D     | Uwa Elderson Echiéjilé |
| 22 | Francia (bandiera)        | C     | Geoffrey Kondogbia     |
| 23 | Francia (bandiera)        | A     | Anthony Martial        |
| 24 | Italia (bandiera)         | D     | Andrea Raggi           |
| 28 | Francia (bandiera)        | C     | Jérémy Toulalan        |
| 29 | Francia (bandiera)        | C     | Dylan Bahamboula       |
| 30 | Francia (bandiera)        | P     | Seydou Sy              |
| 34 | Francia (bandiera)        | D     | Abdou Diallo           |
| 37 | Francia (bandiera)        | C     | Abdou Aziz Thiam       |
| 38 | Francia (bandiera)        | D     | Almamy Touré           |
| 40 | Francia (bandiera)        | P     | Marc-Aurèle Caillard   |
| 41 | Burkina Faso (bandiera)   | C     | Alain Traoré           |

## Calciomercato

### Sessione estiva(dal 10/6 all'1/9)
Il Monaco si rinforza con l'arrivo di Aymen Abdennour, difensore riscattato dal Tolosa, con il giovanissimo portiere ex Milan Seydou Sy, con i centrocampisti classe '94 Tiémoué Bakayoko (dal Rennes) e Bernardo Silva (dal Benfica).
Il portiere Flavio Roma, in scadenza contratto, decide di mettere fine alla sua carriera calcistica. Inoltre vengono svincolati Sébastien Chabbert, Andreas Wolf, Gary Kagelmacher e Nacer Barazite. Éric Abidal e Jessy Pi vanno in prestito.
| Acquisti | Acquisti             | Acquisti       | Acquisti                 |
| R.       | Nome                 | da             | Modalità                 |
| -------- | -------------------- | -------------- | ------------------------ |
| P        | Paul Nardi           | Nancy          | definitivo (3 milioni €) |
| P        | Martin Sourzac       | Brussels       | fine prestito            |
| P        | Maarten Stekelenburg | Fulham         | prestito                 |
| P        | Seydou Sy            | Milan          | definitivo               |
| D        | Aymen Abdennour      | Tolosa         | riscatto cartellino      |
| D        | Fabinho              | Rio Ave        | rinnovo prestito         |
| D        | Gary Kagelmacher     | Valenciennes   | fine prestito            |
| D        | Borja López          | Rayo Vallecano | fine prestito            |
| D        | Carl Medjani         | Valenciennes   | fine prestito            |
| D        | Jérôme Phojo         | Bastia         | fine prestito            |
| D        | Edgar Salli          | Lens           | fine prestito            |
| D        | Marcel Tisserand     | Lens           | fine prestito            |
| D        | Wallace              | Braga          | prestito                 |
| C        | Tristan Dingomé      | Le Havre       | fine prestito            |
| C        | Jérémy Labor         | Brussels       | fine prestito            |
| C        | Delvin Ndinga        | Olympiacos     | fine prestito            |
| C        | Dominique Pandor     | Brest          | fine prestito            |
| C        | Bernardo Silva       | Benfica        | prestito                 |
| C        | Tiémoué Bakayoko     | Rennes         | definitivo (8 milioni €) |
| A        | Gaetano Monachello   | Ergotelīs      | fine prestito            |
| A        | Lacina Traoré        | Everton        | fine prestito            |

| Cessioni | Cessioni           | Cessioni       | Cessioni                         |
| R.       | Nome               | a              | Modalità                         |
| -------- | ------------------ | -------------- | -------------------------------- |
| P        | Sébastien Chabbert |                | svincolato                       |
| P        | Axel Marval        | Arles          | definitivo                       |
| P        | Paul Nardi         | Nancy          | prestito                         |
| P        | Flavio Roma        |                | fine carriera                    |
| P        | Sergio Romero      | Sampdoria      | fine prestito                    |
| D        | Éric Abidal        | Olympiacos     | definitivo                       |
| D        | Yarouba Cissako    | Zulte Waregem  | prestito                         |
| D        | Gary Kagelmacher   |                | svincolato                       |
| D        | Carl Medjani       |                | svincolato                       |
| D        | Marcel Tisserand   | Tolosa         | prestito                         |
| D        | Andreas Wolf       |                | fine carriera                    |
| C        | Tristan Dingomé    | Arles          | definitivo                       |
| C        | Mounir Obbadi      | Verona         | prestito                         |
| C        | Dominique Pandor   | Arles          | definitivo                       |
| C        | Jessy Pi           | Troyes         | prestito                         |
| C        | James Rodríguez    | Real Madrid    | definitivo (80 milioni €)        |
| A        | Nacer Barazite     |                | svincolato                       |
| A        | Tafsir Cherif      | Auxerre        | prestito                         |
| A        | Radamel Falcao     | Manchester Utd | prestito con diritto di riscatto |
| A        | Quentin N'Gakoutou | Arles          | prestito                         |
| A        | Emmanuel Rivière   | Newcastle Utd  | definitivo (8 milioni €)         |

### Sessione invernale(dal 3/1 al 2/2)
| Acquisti | Acquisti         | Acquisti          | Acquisti            |
| R.       | Nome             | da                | Modalità            |
| -------- | ---------------- | ----------------- | ------------------- |
| C        | Bernardo Silva   | Benfica           | riscatto cartellino |
| C        | Alain Traoré     | Monaco            | prestito            |
| A        | Matheus Carvalho | Atlético da Barra | prestito            |
| A        | Tafsir Cherif    | Auxerre           | fine prestito       |

| Cessioni | Cessioni      | Cessioni            | Cessioni |
| R.       | Nome          | a                   | Modalità |
| -------- | ------------- | ------------------- | -------- |
| C        | Lucas Ocampos | Olympique Marsiglia | prestito |
| A        | Tafsir Cherif | Orléans             | prestito |

## Risultati

### Ligue 1

#### Girone d'andata
| Arbitro: | Buquet |

|                   |           |                                 |
| Falcao 78’ (rig.) | Marcatori | 9’ (rig.) Aboubakar 87’ Lavigne |

| Arbitro: | Chapron |

|                                                  |           |              |
| Rolán 48’, 65’ Sala 61’ (rig.) Khazri 74’ (rig.) | Marcatori | 45’ Berbatov |

| Arbitro: | Delerue |

|  |           |            |
|  | Marcatori | 45’ Falcao |

| Arbitro: | Ennjimi |

|              |           |          |
| Berbatov 61’ | Marcatori | 18’ Roux |

| Arbitro: | Bastien |

|                       |           |             |
| Fekir 30’ Tolisso 74’ | Marcatori | 39’ Ocampos |

| Arbitro: | Lesage |

|           |           |  |
| Dirar 38’ | Marcatori |  |

| Arbitro: | Castro |

|  |           |               |
|  | Marcatori | 90+3’ Germain |

| Arbitro: | Buquet |

|  |           |                   |
|  | Marcatori | 7’ Carlos Eduardo |

| Arbitro: | Bastien |

|           |           |               |
| Lucas 71’ | Marcatori | 90+2’ Martial |

| Arbitro: | Thual |

|                                          |           |  |
| Moutinho 2’ (rig.) Ferreira Carrasco 70’ | Marcatori |  |

| Arbitro: | Rainville |

|              |           |                                                |
| Maboulou 22’ | Marcatori | 5’ Germain 78’ Kondogbia 84’ Ferreira Carrasco |

| Arbitro: | Desiage |

|              |           |               |
| Elderson 20’ | Marcatori | 80’ Moukandjo |

| Arbitro: | Lannoy |

|                     |           |            |
| van Wolfswinkel 58’ | Marcatori | 17’ Traoré |

| Arbitro: | Moreira |

|                               |           |                                |
| Imorou 5’ (aut.) Moutinho 75’ | Marcatori | 50’ Koita 59’ (aut.) Kondogbia |

| Arbitro: | Bastien |

|                                   |           |  |
| Abdennour 10’ (aut.) Toivonen 19’ | Marcatori |  |

| Arbitro: | Schneider |

|                                             |           |  |
| Berbatov 64’ (rig.) Ferreira Carrasco 90+3’ | Marcatori |  |

| Arbitro: | Lesage |

|  |           |                   |
|  | Marcatori | 45’, 77’ Berbatov |

| Arbitro: | Chapron |

|           |           |  |
| Silva 67’ | Marcatori |  |

| Arbitro: | Jaffredo |

|  |           |                       |
|  | Marcatori | 79’ Ferreira Carrasco |

#### Girone di ritorno
| Principato di Monaco 11 gennaio 2015, ore 21:00 CET 20ª giornata | Monaco | 0 – 0 referto | Bordeaux | Stade Louis II (5.579 spett.)\| Arbitro: \| Lannoy \| |
| Arbitro:                                                         | Lannoy |               |          |                                                       |

| Arbitro: | Desiage |

|           |           |  |
| Silva 73’ | Marcatori |  |

| Arbitro: | Fautrel |

|  |           |              |
|  | Marcatori | 57’ Berbatov |

| Principato di Monaco 1º febbraio 2015, ore 21:00 CET 23ª giornata | Monaco | 0 – 0 referto | Olympique Lione | Stade Louis II (7.161 spett.)\| Arbitro: \| Millot \| |
| Arbitro:                                                          | Millot |               |                 |                                                       |

| Arbitro: | Buquet |

|             |           |  |
| Lévêque 51’ | Marcatori |  |

| Principato di Monaco 7 aprile 2015, ore 19:00 CET 25ª giornata | Monaco | 0 – 0 | Montpellier | Stade Louis II |

| Arbitro: | Bastien |

|  |           |           |
|  | Marcatori | 85’ Silva |

| Principato di Monaco 1º marzo 2015, ore 21:00 CET 27ª giornata | Monaco | 0 – 0 referto | Paris Saint-Germain | Stade Louis II (12.065 spett.)\| Arbitro: \| Varela \| |
| Arbitro:                                                       | Varela |               |                     |                                                        |

| Arbitro: | Rainville |

|            |           |                                       |
| Sougou 78’ | Marcatori | 18’ Martial 35’ Berbatov 60’ A. Touré |

| Arbitro: | Buquet |

|                                  |           |  |
| Martial 22’, 51’ M. Carvalho 42’ | Marcatori |  |

| Arbitro: | Schneider |

|              |           |                                  |
| Rigonato 70’ | Marcatori | 5’ Fabinho 14’ Martial 79’ Dirar |

| Arbitro: | Jaffredo |

|             |           |            |
| Martial 68’ | Marcatori | 62’ Erdinç |

| Caen 12 aprile 2015, ore ? CEST 32ª giornata | Caen | 0 – 3 | Monaco | Stade Michel d'Ornano |

| Principato di Monaco 18 aprile 2015, ore ? CEST 33ª giornata | Monaco | 1 – 1 | Rennes | Stade Louis II |

| Lens 25 aprile 2015, ore ? CEST 34ª giornata | Lens | 0 – 3 | Monaco | Stade Félix Bollaert |

| Principato di Monaco 3 maggio 2015, ore ? CEST 35ª giornata | Monaco | 4 – 1 | Tolosa | Stade Louis II |

| Marsiglia 9 maggio 2015, ore ? CEST 36ª giornata | Olympique Marsiglia | 2 – 1 | Monaco | Stade Vélodrome |

| Principato di Monaco 16 maggio 2015, ore ? CEST 37ª giornata | Monaco | 2 – 0 | Metz | Stade Louis II |

| Lorient 23 maggio 2015, ore ? CEST 38ª giornata | Lorient | 0 – 1 | Monaco | Stade du Moustoir |

### Coppa di Francia

#### Fase a eliminazione diretta
| Arbitro: | Castro |

|  |           |                         |
|  | Marcatori | 33’ Silva 90+5’ Germain |

| Arbitro: | Turpin |

|                         |           |  |
| Ocampos 63’ Martial 88’ | Marcatori |  |

| Arbitro: | Chapron |

|                                            |           |                    |
| A. Touré 9’ Wallace 11’ Martial 67’ (rig.) | Marcatori | 34’ Pedro Henrique |

| Arbitro: | Turpin |

|                          |           |  |
| David Luiz 3’ Cavani 52’ | Marcatori |  |

### Coppa di Lega

#### Fase a eliminazione diretta
| Arbitro: | Gautier |

|                                                 |                      |                                              |
| Lacazette 105’                                  | Marcatori            | 97’ Ferreira Carrasco                        |
| Gonalons Lacazette Ghezzal B. Koné Umtiti Ferri | Tiri di rigore 4 – 5 | Toulalan Lopez Martial Fabinho Silva Ocampos |

| Arbitro: | Rainville |

|                           |           |  |
| Berbatov 8’ Martial 90+4’ | Marcatori |  |

| Arbitro: | Gautier |

|                                                                          |                      |                                                                       |
| Martial Silva Fabinho Kurzawa Moutinho Toulalan A. Traoré Elderson Dirar | Tiri di rigore 6 – 7 | Boudebouz Gillet Sio Modesto Palmieri Marange Ongenda Cioni Squillaci |

### Champions League

#### Fase a gironi
| Arbitro: | Královec |

|              |           |  |
| Moutinho 61’ | Marcatori |  |

| San Pietroburgo 1º ottobre 2014, ore 20:00 UTC+4 Gruppo C - 2ª giornata | Zenit San Pietroburgo | 0 – 0 referto | Monaco | Petrovskij (13.817 spett.)\| Arbitro: \| Clattenburg \| |
| Arbitro:                                                                | Clattenburg           |               |        |                                                         |

| Principato di Monaco 22 ottobre 2014, ore 20:45 CEST Gruppo C - 3ª giornata | Monaco    | 0 – 0 referto | Benfica | Stade Louis II (12.776 spett.)\| Arbitro: \| Marciniak \| |
| Arbitro:                                                                    | Marciniak |               |         |                                                           |

| Arbitro: | Borbalán |

|             |           |  |
| Talisca 82’ | Marcatori |  |

| Arbitro: | Tagliavento |

|  |           |             |
|  | Marcatori | 72’ Ocampos |

| Arbitro: | Skomina |

|                           |           |  |
| Abdennour 63’ Fabinho 89’ | Marcatori |  |

#### Fase a eliminazione diretta
| Arbitro: | Aytekin |

|                          |           |                                                    |
| Oxlade-Chamberlain 90+1’ | Marcatori | 38’ Kondogbia 53’ Berbatov 90+4’ Ferreira Carrasco |

| Arbitro: | Moen |

|  |           |                       |
|  | Marcatori | 36’ Giroud 79’ Ramsey |

| Arbitro: | Královec |

|                  |           |  |
| Vidal 57’ (rig.) | Marcatori |  |

| Monaco 22 aprile 2015, ore 20:45 CEST Quarti di finale - Ritorno | Monaco | 0 – 0 referto | Juventus | Stade Louis II (16 889 spett.)\| Arbitro: \| Collum \| |
| Arbitro:                                                         | Collum |               |          |                                                        |

## Statistiche
Aggiornate al 13 marzo 2015

### Statistiche di squadra
| Competizione     | Punti | In casa | In casa | In casa | In casa | In casa | In casa | In trasferta | In trasferta | In trasferta | In trasferta | In trasferta | In trasferta | Totale | Totale | Totale | Totale | Totale | Totale | DR  |
| Competizione     | Punti | G       | V       | N       | P       | Gf      | Gs      | G            | V            | N            | P            | Gf           | Gs           | G      | V      | N      | P      | Gf     | Gs     | DR  |
| ---------------- | ----- | ------- | ------- | ------- | ------- | ------- | ------- | ------------ | ------------ | ------------ | ------------ | ------------ | ------------ | ------ | ------ | ------ | ------ | ------ | ------ | --- |
| Ligue 1          | 65    | 19      | 8       | 9       | 2       | 23      | 10      | 19           | 12           | 2            | 5            | 28           | 16           | 38     | 20     | 11     | 7      | 51     | 26     | +25 |
| Coppa di Francia | -     | 2       | 2       | 0       | 0       | 5       | 1       | 2            | 1            | 0            | 1            | 2            | 2            | 4      | 3      | 0      | 1      | 7      | 3      | +4  |
| Coppa di Lega    | -     | 2       | 1       | 1       | 0       | 2       | 0       | 1            | 1            | 0            | 0            | 1            | 1            | 3      | 2      | 1      | 0      | 3      | 1      | +2  |
| Champions League | 11    | 5       | 2       | 2       | 1       | 3       | 2       | 5            | 2            | 1            | 2            | 4            | 3            | 10     | 4      | 3      | 3      | 7      | 5      | +2  |
| Totale           | 76    | 28      | 13      | 12      | 3       | 33      | 14      | 25           | 16           | 3            | 8            | 35           | 21           | 52     | 25     | 15     | 10     | 68     | 35     | +31 |

### Andamento in campionato
| Giornata  | 1  | 2  | 3  | 4  | 5  | 6  | 7  | 8  | 9  | 10 | 11 | 12 | 13 | 14 | 15 | 16 | 17 | 18 | 19 | 20 | 21 | 22 | 23 | 24 | 25 | 26 | 27 | 28 | 29 | 30 | 31 | 32 | 33 | 34 | 35 | 36 | 37 | 38 |
| --------- | -- | -- | -- | -- | -- | -- | -- | -- | -- | -- | -- | -- | -- | -- | -- | -- | -- | -- | -- | -- | -- | -- | -- | -- | -- | -- | -- | -- | -- | -- | -- | -- | -- | -- | -- | -- | -- | -- |
| Luogo     | C  | T  | T  | C  | T  | C  | T  | C  | T  | C  | T  | C  | T  | C  | T  | C  | T  | C  | T  | C  | C  | T  | C  | T  | C  | T  | C  | T  | C  | T  | C  | T  | C  | T  | C  | T  | C  | T  |
| Risultato | P  | P  | V  | N  | P  | V  | V  | P  | N  | V  | V  | N  | N  | N  | P  | V  | V  | V  | V  | N  | V  | V  | N  | P  | N  | V  | N  | V  | V  | V  | N  | V  | N  | V  | V  | S  | V  | V  |
| Posizione | 15 | 19 | 17 | 15 | 19 | 16 | 11 | 12 | 13 | 10 | 8  | 7  | 8  | 8  | 10 | 8  | 7  | 6  | 5  | 5  | 5  | 5  | 5  | 5  | 5  | 4  | 4  | 4  | 4  | 4  | 4  | 3  | 3  | 3  | 3  | 3  | 3  | 3  |

Fonte:  Classements, su lfp.fr, LFP.
Legenda:

Luogo: C = Casa; T = Trasferta. Risultato: V = Vittoria; N = Pareggio; P = Sconfitta.

### Statistiche dei giocatori
| Giocatore            | Ligue 1  | Ligue 1 | Ligue 1     | Ligue 1    | Coppa di Francia Coppa di Lega | Coppa di Francia Coppa di Lega | Coppa di Francia Coppa di Lega | Coppa di Francia Coppa di Lega | Champions League | Champions League | Champions League | Champions League | Totale   | Totale | Totale      | Totale     |
| Giocatore            | Presenze | Reti    | Ammonizioni | Espulsioni | Presenze                       | Reti                           | Ammonizioni                    | Espulsioni                     | Presenze         | Reti             | Ammonizioni      | Espulsioni       | Presenze | Reti   | Ammonizioni | Espulsioni |
| -------------------- | -------- | ------- | ----------- | ---------- | ------------------------------ | ------------------------------ | ------------------------------ | ------------------------------ | ---------------- | ---------------- | ---------------- | ---------------- | -------- | ------ | ----------- | ---------- |
| A. Abdennour         | 12       | 0       | 2           | 1          | 1+1                            | 0                              | 1+0                            | 0                              | 2                | 1                | 0                | 0                | 16       | 1      | 3           | 1          |
| D. Bahamboula        | -        | -       | -           | -          | 1+0                            | 0                              | 0                              | 0                              | -                | -                | -                | -                | 1        | 0      | 0           | 0          |
| T. Bakayoko          | 10       | 0       | 5           | 1          | 1+2                            | 0                              | 0+1                            | 0                              | 3                | 0                | 0                | 0                | 16       | 0      | 6           | 1          |
| D. Berbatov          | 20       | 7       | 4           | 0          | 1+2                            | 0+1                            | 0+1                            | 0                              | 5                | 0                | 0                | 0                | 28       | 8      | 5           | 0          |
| M.A. Caillard        | 0        | 0       | 0           | 0          | 0                              | 0                              | 0                              | 0                              | -                | -                | -                | -                | 0        | 0      | 0           | 0          |
| M. Carvalho          | 3        | 1       | 0           | 0          | 2+0                            | 0                              | 1+0                            | 0                              | -                | -                | -                | -                | 5        | 1      | 1           | 0          |
| R. Carvalho          | 17       | 0       | 3           | 1          | 1+2                            | 0                              | 0                              | 0                              | 5                | 0                | 3                | 0                | 25       | 0      | 6           | 1          |
| A. Diallo            | 4        | 0       | 0           | 0          | 1+2                            | 0                              | 1+1                            | 0                              | -                | -                | -                | -                | 7        | 0      | 2           | 0          |
| N. Dirar             | 21       | 1       | 3           | 0          | 3+2                            | 0                              | 0+1                            | 0                              | 6                | 0                | 1                | 0                | 32       | 1      | 5           | 0          |
| Elderson             | 10       | 1       | 0           | 0          | 4+1                            | 0                              | 0                              | 0                              | 1                | 0                | 0                | 0                | 16       | 1      | 0           | 0          |
| Fabinho              | 26       | 0       | 2           | 0          | 4+3                            | 0                              | 0+2                            | 0                              | 6                | 1                | 1                | 0                | 39       | 1      | 5           | 0          |
| R. Falcao            | 3        | 2       | 0           | 0          | -                              | -                              | -                              | -                              | -                | -                | -                | -                | 3        | 2      | 0           | 0          |
| Y. Ferreira Carrasco | 26       | 4       | 4           | 0          | 4+2                            | 0+1                            | 0+1                            | 0                              | 6                | 0                | 2                | 0                | 38       | 5      | 7           | 0          |
| V. Germain           | 22       | 2       | 0           | 0          | 2+3                            | 1+0                            | 0                              | 0                              | 2                | 0                | 0                | 0                | 29       | 3      | 0           | 0          |
| N. Isimat-Mirin      | -        | -       | -           | -          | -                              | -                              | -                              | -                              | -                | -                | -                | -                | -        | -      | -           | -          |
| A. Kamara            | 2        | 0       | 0           | 0          | -                              | -                              | -                              | -                              | 0                | 0                | 0                | 0                | 2        | 0      | 0           | 0          |
| G. Kondogbia         | 15       | 1       | 2           | 0          | 2+0                            | 0                              | 0                              | 0                              | 4                | 0                | 0                | 0                | 21       | 1      | 2           | 0          |
| L. Kurzawa           | 18       | 0       | 1           | 0          | 2+2                            | 0                              | 0                              | 0                              | 4                | 0                | 2                | 0                | 26       | 0      | 3           | 0          |
| B. López             | -        | -       | -           | -          | 0+1                            | 0                              | 0                              | 0                              | -                | -                | -                | -                | 1        | 0      | 0           | 0          |
| A. Martial           | 25       | 4       | 0           | 0          | 3+3                            | 2+1                            | 0                              | 0                              | 3                | 0                | 1                | 0                | 34       | 7      | 1           | 0          |
| J. Moutinho          | 27       | 2       | 4           | 0          | 3+2                            | 0                              | 0                              | 0                              | 6                | 1                | 1                | 0                | 38       | 3      | 5           | 0          |
| L. Ocampos           | 17       | 1       | 2           | 0          | 2+1                            | 1+0                            | 0                              | 0                              | 6                | 1                | 0                | 0                | 26       | 3      | 2           | 0          |
| A. Raggi             | 20       | 0       | 5           | 0          | 2+2                            | 0                              | 0                              | 0                              | 6                | 0                | 1                | 0                | 30       | 0      | 6           | 0          |
| B. Silva             | 22       | 3       | 1           | 0          | 3+3                            | 1+0                            | 0                              | 0                              | 3                | 0                | 0                | 0                | 31       | 4      | 1           | 0          |
| M. Stekelenburg      | -        | -       | -           | -          | 4+3                            | -3-1                           | 0                              | 0                              | 0                | 0                | 0                | 0                | 7        | -3     | 0           | 0          |
| D. Subasic           | 28       | -20     | 3           | 0          | -                              | -                              | -                              | -                              | 6                | -1               | 0                | 0                | 34       | -21    | 3           | 0          |
| S. Sy                | -        | -       | -           | -          | 0                              | 0                              | 0                              | 0                              | -                | -                | -                | -                | 0        | 0      | 0           | 0          |
| A.A. Thiam           | -        | -       | -           | -          | -                              | -                              | -                              | -                              | -                | -                | -                | -                | -        | -      | -           | -          |
| J. Toulalan          | 22       | 0       | 5           | 0          | 4+2                            | 0                              | 1+0                            | 0                              | 6                | 0                | 3                | 0                | 34       | 0      | 9           | 0          |
| A. Touré             | 3        | 1       | 0           | 0          | 2+0                            | 1+0                            | 0                              | 0                              | -                | -                | -                | -                | 5        | 2      | 0           | 0          |
| A. Traoré            | 1        | 0       | 0           | 0          | 1+1                            | 0                              | 0                              | 0                              | -                | -                | -                | -                | 3        | 0      | 0           | 0          |
| L. Traoré            | 6        | 1       | 0           | 0          | 1+0                            | 0                              | 0                              | 0                              | 2                | 0                | 1                | 0                | 9        | 1      | 1           | 0          |
| Wallace              | 8        | 0       | 1           | 1          | 2+2                            | 1+0                            | 0                              | 0                              | 2                | 0                | 0                | 0                | 14       | 1      | 1           | 1          |